# Mantispa axillaris
Mantispa axillaris är en insektsart som beskrevs av Navás 1908. Mantispa axillaris ingår i släktet Mantispa och familjen fångsländor. Inga underarter finns listade i Catalogue of Life.